# Recopa Sudamericana
Recopa Sudamericana je fotbalová soutěž pořádaná od roku 1988 fotbalovou konfederací CONMEBOL. Jedná se o souboj vítězů dvou nejprestižnějších jihoamerických klubových soutěží, kterými jsou Pohár osvoboditelů a Copa Sudamericana.
Do roku 1998 o pohár hráli vítězové Poháru osvoboditelů a Supercopa Libertadores.

## Přehled vítězů
| Ročník    | Vítěz                                                                                              | Výsledek                                                                                           | Finalista                                                                                          |
| --------- | -------------------------------------------------------------------------------------------------- | -------------------------------------------------------------------------------------------------- | -------------------------------------------------------------------------------------------------- |
| 2025      | Racing Club                                                                                        | 2:0, 2:0                                                                                           | Botafogo FR                                                                                        |
| 2024      | Fluminense FC                                                                                      | 0:1, 2:0                                                                                           | LDU Quito                                                                                          |
| 2023      | Independiente del Valle                                                                            | 1:0, 0:1 (5:4 pen.)                                                                                | CR Flamengo                                                                                        |
| 2022      | SE Palmeiras                                                                                       | 2:0, 2:2                                                                                           | CA Paranaense                                                                                      |
| 2021      | Defensa y Justicia                                                                                 | 2:1, 1:2 (4:3 pen.)                                                                                | SE Palmeiras                                                                                       |
| 2020      | CR Flamengo                                                                                        | 3:0, 2:2                                                                                           | Independiente del Valle                                                                            |
| 2019      | CA River Plate                                                                                     | 3:0, 0:1                                                                                           | CA Paranaense                                                                                      |
| 2018      | Grêmio                                                                                             | 1:1, 0:0 (5:4 pen.)                                                                                | CA Independiente                                                                                   |
| 2017      | Atlético Nacional                                                                                  | 1:2, 4:1                                                                                           | Chapecoense                                                                                        |
| 2016      | CA River Plate                                                                                     | 0:0, 2:1                                                                                           | Independiente Santa Fe                                                                             |
| 2015      | CA River Plate                                                                                     | 1:0, 1:0                                                                                           | San Lorenzo                                                                                        |
| 2014      | Atlético Mineiro                                                                                   | 1:0, 4:3 prodl.                                                                                    | CA Lanús                                                                                           |
| 2013      | Corinthians                                                                                        | 2:0, 2:1                                                                                           | São Paulo FC                                                                                       |
| 2012      | Santos FC                                                                                          | 2:0, 0:0                                                                                           | Universidad                                                                                        |
| 2011      | SC Internacional                                                                                   | 3:1, 1:2                                                                                           | CA Independiente                                                                                   |
| 2010      | LDU Quito                                                                                          | 2:1, 0:0                                                                                           | Estudiantes                                                                                        |
| 2009      | LDU Quito                                                                                          | 3:0, 1:0                                                                                           | SC Internacional                                                                                   |
| 2008      | CA Boca Juniors                                                                                    | 2:2, 3:1                                                                                           | Arsenal FC                                                                                         |
| 2007      | SC Internacional                                                                                   | 4:0, 1:2                                                                                           | CF Pachuca                                                                                         |
| 2006      | CA Boca Juniors                                                                                    | 2:1, 2:2                                                                                           | São Paulo FC                                                                                       |
| 2005      | CA Boca Juniors                                                                                    | 3:1, 1:2                                                                                           | Once Caldas                                                                                        |
| 2004      | Club Sportivo Cienciano                                                                            | 1:1 (4:2 pen.)                                                                                     | CA Boca Juniors                                                                                    |
| 2003      | Club Olimpia                                                                                       | 2:0                                                                                                | San Lorenzo                                                                                        |
| 1999–2002 | | nehráno                                                                                            | |
| 1998      | Cruzeiro                                                                                           | 2:0, 3:0                                                                                           | CA River Plate                                                                                     |
| 1997      | CA Vélez Sarsfield                                                                                 | 1:1 (4:2 pen.)                                                                                     | CA River Plate                                                                                     |
| 1996      | Grêmio                                                                                             | 4:1                                                                                                | CA Independiente                                                                                   |
| 1995      | CA Independiente                                                                                   | 1:0                                                                                                | Vélez Sarsfield                                                                                    |
| 1994      | São Paulo FC                                                                                       | 3:1                                                                                                | Botafogo                                                                                           |
| 1993      | São Paulo FC                                                                                       | 0:0, 0:0 (4:2 pen.)                                                                                | Cruzeiro                                                                                           |
| 1992      | Colo-Colo                                                                                          | 0:0 (5:4 pen.)                                                                                     | Cruzeiro                                                                                           |
| 1991      | Club Olimpia byl automaticky korunován, protože vyhrál Pohár osvoboditelů i Supercopa Libertadores | Club Olimpia byl automaticky korunován, protože vyhrál Pohár osvoboditelů i Supercopa Libertadores | Club Olimpia byl automaticky korunován, protože vyhrál Pohár osvoboditelů i Supercopa Libertadores |
| 1990      | CA Boca Juniors                                                                                    | 1:0                                                                                                | Atlético Nacional                                                                                  |
| 1989      | Nacional                                                                                           | 1:0, 0:0                                                                                           | Racing Club                                                                                        |